# عملقة الجنين
العملقة (بالإنجليزية Macrosomia) يعرف أيضاً ب متلازمة الطفل الكبير يشار به إلى زيادة معدّل النّموّ الطبيعي للجنين ما قبل الولادة، في كثير من الأحيان يعرّف به عن طريق الوزن (أو الطّول، أو محيط الرّأس)، حيث أن متوسط وزن المولود الجديد يكون نحو 3.4 كيلوجراماً أو 4000 جرام (أي ما يعادل 7 أرطال و 8 أوقيات)بصرف النّظر عن عمر متعلّق بالحمل. أما الأطفال الذين يتجاوز وزنهم عند الولادة 4.5 كيلو جراماً (أي ما يعادل 9 أرطال و 15 أوقية)، فيعتبرون أكبر بكثير من المتوسط، وتسمى هذه الحالة بالعملقة. من الصعب جداً تحديد ما إذا الطفل مصاب بالعملقة أم لا وهو ما يزال جنيناً في رحم أمه، ولا يتمّ التأكد إلا بعد أخذ وزنه عند الولادة. .

## التشخيص
لا يمكن ان تشخص العملقة بشكل دقيق الا بعد الولادة.يمكن الاعتماد على الموجات الفوق الصوتية ولكنها لا تعطي دقة ولا توضح العملقة بشكل كبير. هناك من يعتقد انهناك علاقة بوليهيدرامنيوس (زائد السلى السّائل) بالعملقة.

## الأسباب
• الوراثة ربما يكون لها دور في هذه الحالة ولكن غير دقيقة إلى الآن صلة الوراثة
•مرض السكري عند الحوامل
• السمنة
• زيادة الوزن خلال فترة الحمل
• تجاوز موعد الولادة بأكثر من أسبوعين
• ولادتك طفلاً كبيراً قبل ذلك
اجنس الجنين، الأطفال الذّكريّة تميل إلى وزن أكثر من أطفال أنثويّة
العوامل الوراثيّة، الآباء الثّقال الطّوال يميلون إلى أن يحصلوا على أطفال أكبر، مع بدين الأمّ بصورة كبيرة تزيد الفرص
زيادة الوزن الأموميّة الزّائد
مالتيباريتي (لدى 3كس عدد أطفال ال جي إيه ضدّ بريماباراس)
العيوب الخلقيّة (تبديل الأوعية الكبيرة) - هيدروبس فيتاليس
الأرام الحمر الجنيني - هيدروبس فيتاليس
استعمال بعض المضادّات الحيويّة (أموكسيسيلين، بيفامبيسيلين) أثناء الحمل - هيدروبس فيتاليس
اضطرابات الأدغال الوراثيّة (على سبيل المثال متلازمة بيكويث- ويديمان، متلازمة سوتوس
على الرغم من وجود عوامل خطر الإصابة بالعملقة، فإن هناك تفاوتاً في أوزان المواليد ما زال مجهول السبب. وُلِدَ معظم الأطفال المصابين بالعملقة لنساء لا تعانين من عوامل الإصابة بذلك. 	==الأعراض==
من المحتمل أن تكون ولادة الطفل كبير الحجم صعبة. فقد تواجهين زيادة في التمزق والنزيف أو أضراراً تلحق بالعصعص (العظمة المثلثة الصغيرة في نهاية العمود الفقري).
	كما هناك احتمال ضئيل بانحشار كتفي الطفل عند الولادة بعد خروج رأسه، وهذا ما يسمى بعُسر الولادة بسبب الكتفين، وهي حالة نادرة ولكنها خطيرة جداً وتتطلب تدخلاً فورياً من الطبيبة المختصة. في معظم الحالات، يكفي تغيير وضعيتك أثناء الولادة لكي يولد الطفل بدون الحاجة إلى مزيد من التدخل.
إذا انحشر كتفا طفلك أثناء الولادة، فربما يكون قد تعرض لكسر في عظم الترقوة أو يكون هناك ضرر قد أصاب أعصاب الكتفين والذراعين. ومن المحتمل أكثر أن يكون قد حدث تلف الأعصاب إذا كانت ولادة طفلك استدعت الكثير من المساعدة، ولكنه قد ينجم فقط عن الضغط بسبب التقلصات والانقباضات القوية.
من شأن الكسر في الترقوة أن يلتئم من تلقاء نفسه بلا أي مشاكل، وفي معظم الحالات يتعافى الطفل تماماً من إصابة الأعصاب عبر العلاج. بخلاف ذلك، لا توجد مشاكل هامة مرتبطة بالأطفال ذوي الحجم الكبير.

## العلاج
الاعتماد على الحجم النّسبيّ لرأس الطّفل وقطر الحوض للأمّ في الولادة المهبليّة قد تصبح معقّدةً. أحد أشيع المشاكل ولادة متعسّرة للكتف. في كثير من الأحيان تنتهي مثل حلالت هذا الحمل بالعمليّات القيصريّة. على الولادة، مبكّرًا التّغذية أساسيّة للمنع جنينيّ نقص السّكّر. تشخيص مبكّر للمشاكل الفرديّة المصاحبة للحالة.

## وصلات خارجية
http://emedicine.medscape.com/article/262679-overview
http://www.babycentre.co.uk/a1015615/macrosomia-big-baby
http://www.ncbi.nlm.nih.gov/pubmed/18231880